# Mercedes (Texas)
Pour les articles homonymes, voir Mercedes.
Mercedes est une ville américaine située dans le comté de Hidalgo, dans l’État du Texas. En 2010, sa population était de 15 570 habitants.

## Source de la traduction
- (en) Cet article est partiellement ou en totalité issu de l’article de Wikipédia en anglais intitulé « Mercedes, Texas » (voir la liste des auteurs).